# Polycarpaea smithii
La "pataconejo de risco" o Polycarpaea smithii es una especie de fanerógama perteneciente a la familia de las cariofiláceas.

## Descripción
Es una planta que se diferencia de otras especies del género por sus hojas largas, lineares y suculentas, obtusas y glaucas  y por sus flores dispuestas en inflorescencias difusas  ramificadas. 

## Distribución
Es un endemismo de las Islas Canarias occidentales.

## Taxonomía
Polycarpaea smithii fue descrita por Heinrich Friedrich Link y publicado en Beschr. Canar. Ins. 142. 1828.
Etimología
Polycarpaea: nombre genérico que procede del griego polys y karpos, y significa "abundante fructificación".
smithii: epíteto de la especie dedicada a Christen Smith (1785-1816), botánico noruego.
Sinonimia
- Polycarpa smithii Kuntze
- Paronychia smithii Choisy[2][3]